# Czech Cycling Tour 2016
El Czech Cycling Tour 2016, 7a edició del Czech Cycling Tour, es disputà entre el 11 al 14 d'agost de 2016 sobre un recorregut de 538,8 km repartits quatre etapes, la primera d'elles una contrarellotge per equips. L'inici de la cursa va tenir lloc a Frýdek-Místek, mentre el final fou a Dolany. La cursa formava part del calendari de l'UCI Europa Tour 2016, amb una categoria 2.1.
El vencedor final fou Diego Ulissi (Lampre-Merida), que s'imposà a Sebastian Langeveld (Cannondale-Drapac) i Davide Rebellin (CCC Sprandi Polkowice). En les altres classificacions secundàries Wouter Wippert (Cannondale-Drapac) guanyà els punts, Philipp Walsleben (Beobank-Corendon) guanyà la muntanya, Michal Schlegel (Klein Constantia) la de joves, i el Cannondale-Drapac la classificació per equips.

## Equips
L'organització convidà a prendre part en la cursa a dos equips World Tour, quatre equips continentals professionals i dotze equips continentals:
- equips World Tour: Cannondale-Drapac, Lampre-Merida
- equips continentals professionals: Verva ActiveJet, CCC Sprandi Polkowice, Gazprom-RusVelo, Team Novo Nordisk
- equips continentals: Whirlpool Author, Klein Constantia, Aisan Racing Team, Adria Mobil, Wallonie-Bruxelles, Beobank-Corendon, Unieuro Wilier, Parkhotel Valkenburg CT, Team Felbermayr-Simplon Wels, Tirol Cycling Team, Amplatz-BMC, Metec-TKH Continental

## Etapes
| Etapa | Data      | Recorregut                    |                           | Km    | Vencedor d'etapa          | Líder de la general       |
| ----- | --------- | ----------------------------- | ------------------------- | ----- | ------------------------- | ------------------------- |
| 1.    | 11. Agost | Frýdek-Místek > Frýdek-Místek | contrarellotge per equips | 017,3 | Cannondale-Drapac (USA)   | Sebastian Langeveld (NED) |
| 2.    | 12. Agost | Olomouc > Uničov              | Etapa plana               | 177,0 | Sacha Modolo (ITA)        | Wouter Wippert (NED)      |
| 3.    | 13. Agost | Mohelnice > Sternberk         | Etapa accidentada         | 187,4 | Diego Ulissi (ITA)        | Diego Ulissi (ITA)        |
| 4.    | 14. Agost | Olomouc > Dolany              | Etapa accidentada         | 157,1 | Baptiste Planckaert (BEL) | Diego Ulissi (ITA)        |

## Classificació final
|    | Ciclista                  | Equip                 | Temps       |
| -- | ------------------------- | --------------------- | ----------- |
| 1  | Diego Ulissi (ITA)        | Lampre-Merida         | 13h 06' 26" |
| 2  | Sebastian Langeveld (NED) | Cannondale-Drapac     | + 26"       |
| 3  | Davide Rebellin (ITA)     | CCC Sprandi Polkowice | + 33"       |
| 4  | Karel Hnik (CZE)          | Verva ActiveJet       | + 41"       |
| 5  | Patrick Bevin (NZL)       | Cannondale-Drapac     | + 1' 18"    |
| 6  | Víctor de la Parte (ESP)  | CCC Sprandi Polkowice | + 1' 29"    |
| 7  | Felix Grosschartner (AUT) | CCC Sprandi Polkowice | m.t.        |
| 8  | Michal Schlegel (CZE)     | Klein Constantia      | + 1' 33"    |
| 9  | Manuele Mori (ITA)        | Lampre-Merida         | m.t.        |
| 10 | Bartosz Warchoł (POL)     | Whirlpool Author      | + 1' 52"    |